# Reshafim
Reshafim (hebreiska: רשפים) är en ort i Israel.   Den ligger i distriktet Norra distriktet, i den nordöstra delen av landet. Antalet invånare är 270.
Terrängen runt Reshafim är kuperad åt nordväst, men åt sydost är den platt. Terrängen runt Reshafim sluttar österut. Runt Reshafim är det ganska tätbefolkat, med 155 invånare per kvadratkilometer. Närmaste större samhälle är Bet She'an, 2,6 km nordost om Reshafim. Trakten runt Reshafim består till största delen av jordbruksmark.